# Squalomorphi
Super-ordre
Les Squalomorphi forment un super-ordre de requins, l'autre subdivision étant celle des Galeomorphi. 
Ce groupe comprend quatre ordres de requins modernes pourvus de traits relativement primitifs, comme le grand nombre de fentes branchiales (généralement supérieur à 5), ou l'absence de nageoire anale pour trois des quatre ordres,.

## Liste des ordres
Selon World Register of Marine Species (6 janvier 2014) :
- ordre Hexanchiformes Compagno, 1973 (Requin-lézard, requin griset...)
- ordre Pristiophoriformes (Requin-scie)
- ordre Squaliformes Compagno, 1973 (Aiguillat...)
- ordre Squatiniformes (Ange de mer...)
- ordre Echinorhiniformes Gill, 1862 (Squale bouclé)

Arbre phylogénétique putatif des requins actuels, avec clefs d'identification des huit ordres.

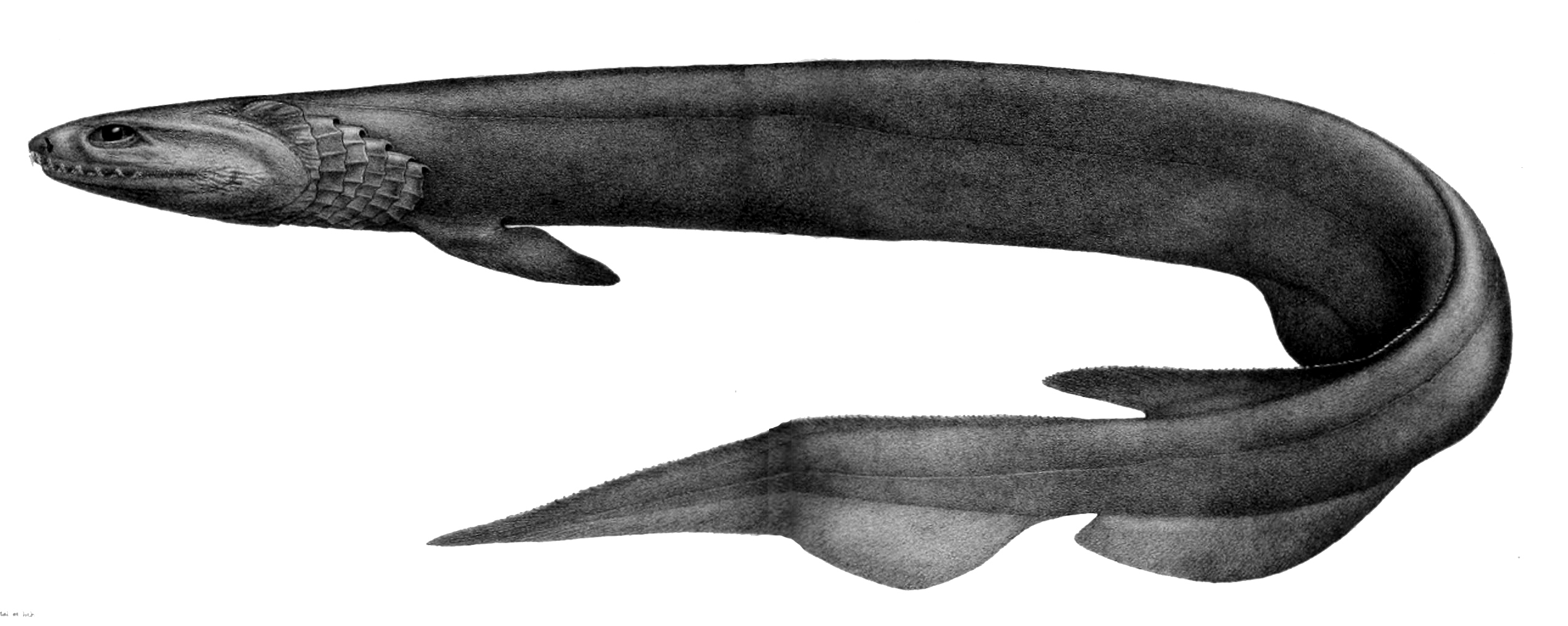
Hexanchiformes
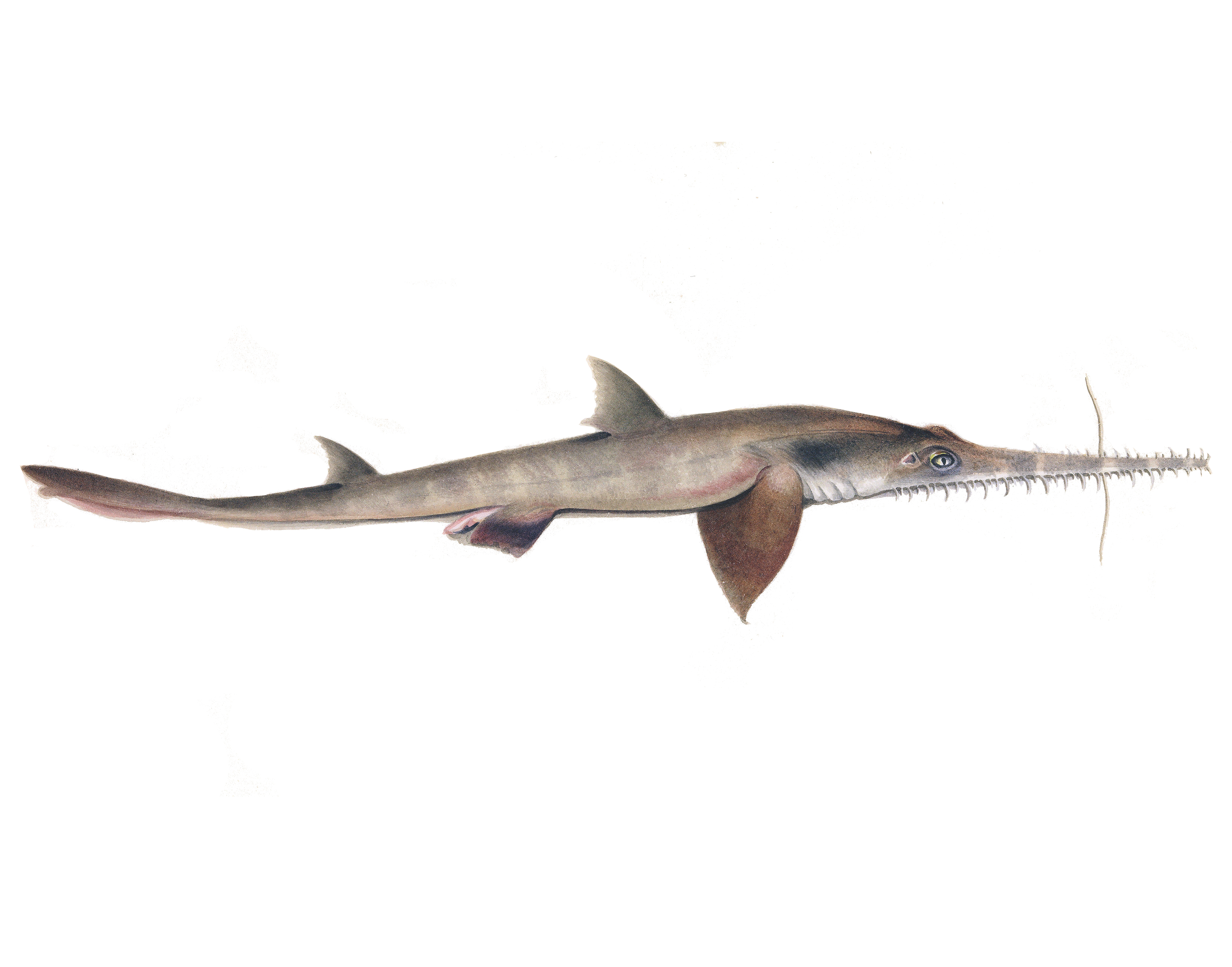
Pristiophoriformes
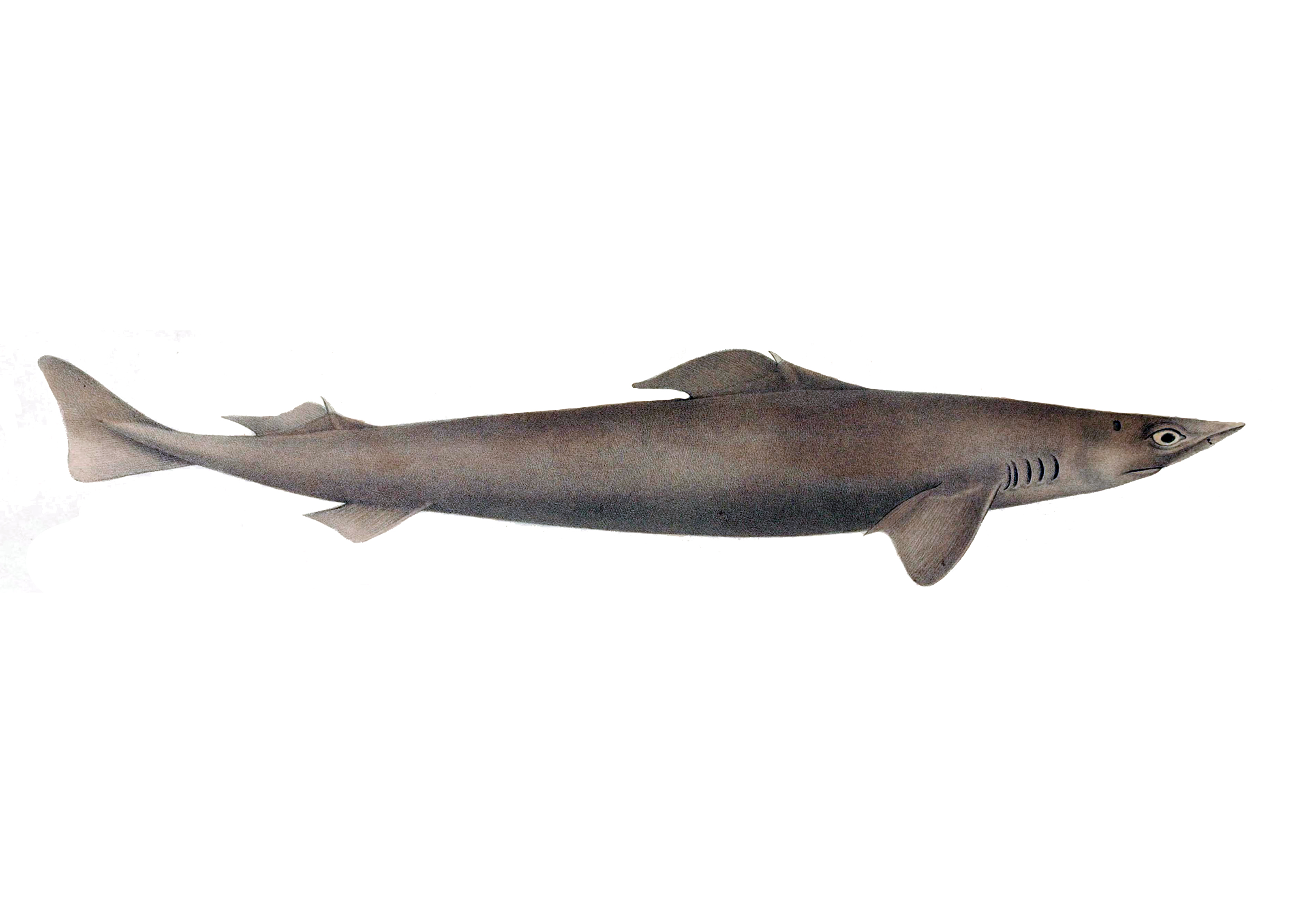
Squaliformes
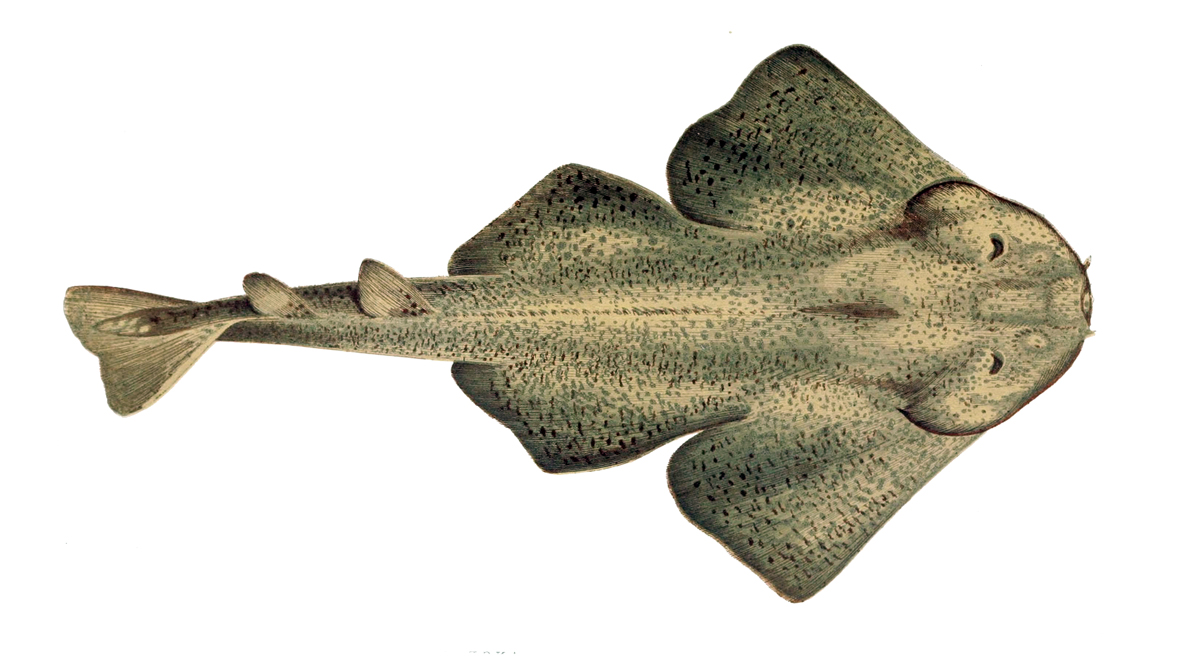
Squatiniformes